# Kantonsrat (Obwalden)
Der Obwaldner Kantonsrat ist das Parlament des Kantons Obwalden. Er tagt im Rathaus von Sarnen und ist die gesetzgebende und oberste aufsichtführende Behörde des Kantons. Seine 55 Mitglieder werden nach Proporzverfahren für vier Jahre gewählt. Jede der sieben Gemeinden hat Anspruch auf mindestens vier Sitze. Der Kantonsrat erlässt alle grundlegenden und wichtigen Bestimmungen in Form von Gesetzen. Er tritt im Jahr in der Regel zu zehn bis zwölf ganz- oder halbtägigen Sitzungen zusammen. 
Die derzeitige Amtsperiode geht vom 1. Juli 2022 bis Ende Juni 2026, die Wahlen dazu fanden am 13. März 2022 statt.

## Aufgaben
Der Kantonsrat wählt aus seiner Mitte den Präsidenten, dessen Stellvertreter und die drei Stimmenzähler. Diese Ämter stellen die Ratsleitung (auch «Kantonsratsbüro» genannt) dar, sind stets auf ein Jahr befristet und werden jeweils mit Beginn des neuen Amtsjahres im Monat Juli neu vergeben. Die Wahl des dritten Stimmenzählers hat eine besondere Bedeutung, da dieser traditionsgemäss in den Folgejahren jeweils zum zweiten Stimmenzähler, ersten Stimmenzähler, Vizepräsident und danach zum Kantonsratspräsidenten gewählt wird. Die Wahl des dritten Stimmenzählers ist daher üblicherweise als einzige eine geheime Wahl. Amtsdiener des Kantonsrats ist der Landweibel. Seit März 2013 ist mit Hanna Mäder erstmals eine Frau Landweibelin. Zuvor war seit 1986 Hubert Imfeld Landweibel.
Analog dazu wählt der Kantonsrat jedes Jahr aus der Mitte des Regierungsrates den Landammann und den Landstatthalter, also den Vorsitzenden des Regierungsrates und dessen Stellvertreter. Nach einem Jahr Amtsdauer ist der bisherige Ammann für eine Wiederwahl im kommenden Jahr gesperrt. Ein Regierungsratsmitglied darf insgesamt maximal vier Amtsperioden als Landammann tätig sein.
Ausserdem wählt der Kantonsrat für die Dauer von vier Jahren die Vizepräsidenten des Obergerichtes, des Verwaltungsgerichtes und des Kantonsgerichtes; des Weiteren die Staatsanwälte und aus deren Mitte den Oberstaatsanwalt und dessen Stellvertreter sowie den Jugendanwalt und dessen Stellvertreter. Auch die Wahl der Mitglieder der Geschäfts- und Rechnungsprüfungskommission sowie weiterer beratender Kommissionen für diverse Bereiche ist Aufgabe des Kantonsrats.
Der Kantonsrat beschliesst Gesetze bzw. deren Änderung oder Aufhebung, bereitet Verfassungsänderungen vor (obligatorische Volksabstimmung) und entscheidet über Abschlüsse zwischenkantonaler Vereinbarungen. Er führt die Oberaufsicht über Regierung, Verwaltung und Gerichtsbehörden. Auch obliegt ihm die Entscheidung über Investitionen von erheblicher Tragweite, also einmaliger Ausgaben bis zu 1 Million Franken oder jährlich wiederkehrender Ausgaben bis 200'000 Franken.
Weitere Sachbefugnisse des Kantonsrates sind im Artikel 70 der Obwaldner Kantonsverfassung aufgeführt. So unterliegt dem Kantonsrat die Interpretation von Texten in Verordnungen, Gesetzen und der Verfassung, jedoch aufgrund der Gewaltentrennung niemals in einem Fall, der von einem Richter behandelt wird.

## Parteien – Wahlergebnisse seit 1966
- SP: 6
- GLP: 2
- CSP OW: 4
- Mitte: 19
- FDP: 11
- SVP: 13

Bei den Wahlen erreichten die angetretenen Parteien folgende Sitzzahlen und Stimmanteile. Zu beachten ist, dass bis zu den Wahlen 1986 die Anzahl der Kantonsratssitze variierte. Seit 1990 ist sie auf 55 festgelegt. Ebenfalls ist zu beachten, dass bis 1982 im Majorzverfahren gewählt wurde; seit 1986 gilt für alle Gemeinden das Proporzverfahren. Die Christlichsoziale Partei Obwalden wird nachfolgend bis 1978 zur CVP gerechnet, da die beiden eine Fraktionsgemeinschaft bildeten. Seit 1982 politisiert die CSP OW in einer eigenen Fraktion. 2002 verliess sie die CVP Schweiz und war von 2005 bis 2010 der Christlich-sozialen Partei der Schweiz angegliedert.
|  | Stimmenanteile    | 2022    | 2018    | 2014    | 2010    | 2006    | 2002    | 1998    |
|  | ----------------- | ------- | ------- | ------- | ------- | ------- | ------- | ------- |
|  | CVP – Die Mitte   | 28,09 % | 29,79 % | 32,10 % | 34,18 % | 35,02 % | 33,52 % | 42,14 % |
|  | SVP               | 24,53 % | 24,49 % | 21,71 % | 14,97 % | 14,20 % | ---     |         |
|  | FDP/LP            | 17,16 % | 16,95 % | 17,68 % | 19,81 % | 19,92 % | 24,08 % |         |
|  | SP (inkl. JUSO)   | 12,51 % | 15,12 % | 12,86 % | 11,44 % | 13,93 % | 16,87 % | 13,47 % |
|  | CSP OW            | 9,90 %  | 12,99 % | 13,60 % | 14,34 % | 15,31 % | 15,50 % | 20,31 % |
|  | glp               | 5,96 %  | ---     | ---     | ---     | ---     | ---     | ---     |
|  | Freie Liste FDP   | 0,34 %  | ---     | ---     | ---     | ---     | ---     | ---     |
|  | IG saubere Justiz | ---     | 0,41 %  | ---     | ---     | ---     | ---     | ---     |
|  | Vg JzD            | ---     | ---     | ---     | 0,66 %  | ---     | ---     | ---     |
|  | Die Alternative   | ---     | ---     | ---     | ---     | 0,97 %  | ---     | ---     |

2018 erreichte die Liste Generation Engelberg der CVP mit 1,12 % der Stimmen einen Sitz für die CVP (oben jeweils im Ergebnis der CVP inbegriffen).
Für die Legislaturperiode 2022 bis 2026 wurden 45 Männer und 10 Frauen (= 18,18 %) gewählt. Zu Beginn der vorhergehenden Legislatur 2018 bis 2022 waren es 41 männliche und 14 weibliche (= 25,45 %) Kantonsratsmitglieder gewesen. In der Legislatur von 2014 bis 2018 war das Verhältnis zu Beginn 39 Männer und 16 Frauen.
Die Stimmbeteiligung lag 2022 kantonsweit bei 44,20 % und schwankte zwischen 40,66 % in Alpnach und 54,93 % in Lungern.

## Mitglieder

### Wählbarkeit
Die Verfassung des Kantons Obwalden schreibt im Rahmen der Gewaltentrennung unter anderem vor, dass Mitglieder des Regierungsrates nicht zugleich auch Mitglieder des Kantonsrates sein dürfen (Art. 45). Auch dürfen Bedienstete des Kantons in keine übergeordnete kantonale Behörde gewählt werden, scheiden somit als Kandidaten des Kantonsrats aus (Art. 50). Zudem wird durch Artikel 51 untersagt, dass dem Kantonsrat gleichzeitig Personen angehören, die bis einschliesslich dritten Grades verwandt oder verschwägert sind bzw. miteinander verheiratet sind oder in eingetragener Partnerschaft leben. Sofern nichts anderes per Gesetz bestimmt wird, beträgt die Amtsdauer gewählter Vertreter vier Jahre (Art. 48). Ausserdem schreibt Artikel 49 eine Amtszeitbegrenzung auf maximal 16 Jahre vor.

### Anzahl und Verteilung auf die Wahlkreise
Die Anzahl der Mitglieder beträgt 55 (Art. 66). Diese werden nach einem Proporzverfahren alle vier Jahre in 7 Wahlkreisen gewählt, wobei jede Gemeinde einen abgeschlossenen Wahlkreis darstellt. Die Zahl der Abgeordneten pro Wahlkreis ergibt sich durch die Einwohnerzahl per 31. Dezember zwei Jahre vor der nächsten Wahl, jedoch hat jede Gemeinde Anspruch auf mindestens 4 Vertreter im Kantonsrat.
Seit 2014 ergeben sich folgende Vertretungsansprüche der Gemeinden:
| Gemeinde  | Anzahl Vertreter |
| --------- | ---------------- |
| Sarnen    | 15               |
| Kerns     | 9                |
| Alpnach   | 9 (bis 2014: 8)  |
| Sachseln  | 7                |
| Giswil    | 5 (bis 2014: 6)  |
| Engelberg | 6                |
| Lungern   | 4                |

Durch die Einwohnerentwicklung gab es bei den Wahlen 2014 eine Sitzverschiebung. Alpnach erhielt einen Sitz auf Kosten von Giswil. Es ist dies die erste derartige Veränderung seit der Festlegung der Sitzzahl auf 55.

### Vergütung
Das «Gesetz über die Entlöhnung und Entschädigung von Behörden und Kommissionen» oder kurz «Behördengesetz» regelt die Vergütung der Parlamentarier.
Für die Teilnahme an den Kantonsratssitzungen sowie Aktenstudium und Spesen erhalten die Abgeordneten Taggelder, deren Höhe vom Wohnort abhängig ist. Mitglieder aus Engelberg erhalten 230 Franken für den halben Tag und 320 Franken für den ganzen Tag, für Mitglieder aus Lungern gelten analog 210 bzw. 300 Franken; alle übrigen Mitglieder werden mit 200 bzw. 290 Franken entschädigt. 15 % der Summe gelten als Spesenpauschale.
Der Präsident des Kantonsrates erhält darüber hinaus eine jährliche Pauschalentschädigung von 4000 Franken, der Vizepräsident 800 Franken. Darüber hinaus finden sich weitere Regelungen zu Entschädigungen für Kommissionsmitglieder im Artikel 11 des genannten Gesetzes.

### Sitzordnung
Die Mitglieder des Kantonsrats sitzen im Ratssaal nicht nach Fraktionen, sondern gemeindeweise.

### Mitglieder des Kantonsrates in der Amtsperiode 2022–2026
Der Kantonsrat für diese Amtsperiode trat am 1. Juli 2022 erstmals zusammen und wählte in dieser Sitzung Regula Gerig-Bucher (CSP, Alpnach) zur Präsidentin und Dominik Rohrer (CVP/Mitte, Sachseln) zum Vizepräsidenten. Im Amtsjahr 2023/24 war  Dominik Rohrer Kantonsratspräsident und Andreas Gasser (FDP, Lungern) Vizepräsident. Im Amtsjahr 2024/25 war Andreas Gasser (FDP, Lungern) Kantonsratspräsident und Hubert Schumacher (SVP, Sarnen) Vizepräsident. Im Amtsjahr 2025/26 ist Hubert Schumacher (SVP, Sarnen) Kantonsratspräsident und Daniel Blättler (Kerns, SVP) Vizepräsident.
Der Kantonsrat zählt 55 Mitglieder, davon 9 Frauen und 46 Männer (Stand 1. Juli 2022).
Die Fraktionspräsidien haben inne (Stand 19. Juni 2024):
- Die Mitte/GLP: Marcel Jöri-Wallimann
- SVP: Ivo Herzog
- FDP: Roland Kurz
- SP: NN
- CSP: keine Fraktionsstärke

### Mitglieder des Kantonsrates in der Amtsperiode 2018–2022
Der Kantonsrat für diese Amtsperiode trat am 29. Juni 2018 erstmals zusammen und wählte in dieser Sitzung Peter Wälti (CVP, Giswil) zum Präsidenten und Reto Wallimann (FDP, Alpnach) zum Vizepräsidenten. Im Amtsjahr 2019/2020 war Reto Wallimann Präsident und Cornelia Kaufmann-Hurschler (CVP, Engelberg) Vizepräsidentin, im Amtsjahr 2020/2021 war Cornelia Kaufmann-Hurschler die Präsidentin und Christoph von Rotz (SVP, Sarnen) der Vizepräsident. Für das Amtsjahr 2021/22 wurde Christoph von Rotz zum Präsidenten und Regula Gerig-Bucher (CSP, Alpnach) zur Vizepräsidentin gewählt.
Der Kantonsrat zählte 55 Mitglieder, davon 14 Frauen und 41 Männer (Stand 30. Juni 2019).
Die Fraktionspräsidien hatten inne (Stand 31. August 2021):
- CVP: Marcel Jöri-Wallimann
- SVP: Ivo Herzog
- CSP: Helen Keiser-Fürrer
- FDP: Roland Kurz
- SP: Max Rötheli

Mutationen:
- Noch vor Beginn der Amtsperiode rückten Hanspeter Scheuber (CSP, Kerns) und Karl Feierabend (SVP, Engelberg) für die beiden gewählten Ratsmitglieder Christian Schäli und Daniel Wyler nach, da beide beim 2. Wahlgang am 8. April 2018 in den Obwaldner Regierungsrat gewählt wurden.[11]
- Zur Jahresmitte 2019 traten 8 Mitglieder des Rates zurück: Hans-Melk Reinhard (FDP, Sachseln), Ruth Koch (SP, Kerns), Barbara Dahinden (CSP, Giswil), Walter Wyrsch (CSP, Alpnach), Leo Spichtig (CSP, Alpnach), Urs Keiser (CVP, Sarnen), Markus Ettlin (CVP, Kerns) und Hans Unternährer (SVP, Kerns). Diese wurden an der  Eröffnungssitzung für das Amtsjahr 2019/20 am 28. Juni 2019 durch die folgenden nachrückenden Politiker ersetzt: Roland Kurz (FDP, Sachseln); Josef Allenbach (SP, Kerns); Andreas Sprenger (CSP, Alpnach); Ruth Albert von Wyl (CSP, Alpnach); Daniel Windisch (CSP, Giswil); Sonnie Burch-Chatti (CVP, Kerns); Dominik Imfeld (CVP, Sarnen) und Thomas Michel (SVP, Kerns).[12]